# Велебитски канал
Велебитски канал је морски канал у Јадранском мору.
Наставља се на Винодолски канал између обале копна од увале Жрновница до улаза у Новско ждрило (улаз у Новиградско море) са једне стране и острва Крк (од рта Главина), Првић, Голи, Раб и Паг са друге стране. 
Дуг је 144 километра, са дубином до 106 метара. Подвелебитски канал карактеристичан је по снажним ударима буре, чије струјање неретко омета нормалну поморску пловидбу.